# Saló Internacional del Còmic de Barcelona de 1996
El 14è Saló Internacional del Còmic de Barcelona es va celebrar entre el dijous 9 i el diumenge 12 de maig de 1996 a l'Estació de França.
Uns 150 estands i 7 exposicions van emplenar els 6.500 m² de l'Estació de França. A més, el Saló va comptar amb un taller de dibuix, organitzat amb la col·laboració de l'escola de dibuix Joso, i un taller d'animació per ordinador, organitzat per l'escola Fak d'Art. Les habituals taules rodones i col·loquis tampoc van faltar a la 14a edició del Saló.
El preu de l'entrada es va mantenir a 500 pts. diaries, amb un abonement pels quatre dies de duració del Saló que costava 1.200 pts.
El Saló va tancar amb una assistència rècord de 90.000 visitants.
Més de 130 autors de còmic havien confirmat la seva presència al Saló, des de El Roto, Miguelanxo Prado o Nazario fins a Moebius, que va cancel·lar a última hora la seva assistència. No obstant, la participació estrangera va devallar en comparació a edicions anteriors i només 8 empreses estrangeres van assistir al Saló. Entre les escasses estrelles internacionals, van destacar l'alemany Ralf König i l'italià Milo Manara.

## Controvers centenari del còmic
La gran protagonista de la 14a edició fou la celebració del centenari del naixement del còmic, una efemèride molt renyida entre els experts de la historieta i mancada de consens. Malgrat tot, l'eix central a partir del qual el Saló va vertebrar les seves principals activitats fou el disputat centenari, basat en la tira còmica de Yellow Kid and his Phonograph del dibuixant estatunidenc Richard Felton Outcault, que fou publicada al suplement dominical del New York Journal el 25 d'octubre de 1986.
Uns anys abans, un congrés celebrat a Lucca el 1989 amb l'objectiu de determinar la data de naixement del còmic, ja havia sembrat molta discòrdia a l'haver reconegut a Richard Felton Outcault com a pare del còmic. Joan Navarro, aleshores coordinador del Saló, havia criticat el congrés i afirmava que el còmic no havia nascut als Estats Units amb Yellow Kid, sinó molt abans a Europa. Així mateix, el 1994, els experts francesos Benoît Peeters i Thierry Groensteen havien publicat el llibre Töpffer, l'invention de la bande desinée, provocant un gran enrenou al Festival d'Angouleme. La desafiant tesi dels historiadors francesos, que es qüestionava la data basada en Yellow Kid, reivindicava al suís Rodolphe Töpffer com a inventor del còmic i obligava a reformular les teories sobre el naixement del 9è art, datat ara a principis dels anys 1830.
La poca credibilitat de l'efemèride fou reconeguda per la mateixa organització. Per una banda, Carles Santamaría declarava amb pragmatisme que «no ens hem posicionat pel fet de celebrar el centenari sinó que el que ens agradaria és aconseguir que moltes més persones s'interessin pels tebeos i vinguin al Saló». Per altra banda, Joan Navarro, malgrat ser el comissari de l'exposició "100 tebeos per a un centenari", insistia a menysprear l'efemèride i reivindicava la figura de Rodolphe Töpffer.

## Cartell
El cartell de la 14a edició del Saló va ser il·lustrat per Fernando de Felipe, que l'any anterior havia obtingut el premi a la millor obra per Museum. El cartell mostra el protagonista de Museum, un guia de museu que col·lecciona objectes convencionals amb macabres històries al seu darrere. El guia fa un gest invitador per anar cap a l'Estació de França, envaïda per una allau de personatges de còmic, entre els quals s'hi poden reconèixer Super López, The Yellow Kid, Groo the Wanderer, Snoopy o el Corto Maltès, entre d'altres.

## Exposicions

### Exposicions centrals
- 100 tebeos per a un centenari. Exposició que mostrà 100 portades indispensables per entendre la història del còmic. Les portades pertanyen a revistes espanyoles, franceses, nortamericanes, belgues, italianes i japoneses.

- La verdad está ahí fuera... y nosotros aquí adentro.[a] Exposició sorpresa que Ficòmic no va a donar a conèixer fins pocs dies abans de la inauguració del Saló. L'exposició estava dedicada als diversos alienígenes que al llarg dels anys han anat passant pel planeta Terra. L'exposició estava dividida en quatre apartats: el primer dedicat al còmic basat en la popular sèrie The X-Files; el segon, dedicat a Superman; el tercer, dedicat als extraterrestres d'origen espanyol (amb obres d'autors com Max, Gallardo, Vázquez, Ibáñez, Pep Brocal i Manel Fontdevila); i la quarta, dedicada a còmics europeus, nord-americans i japonesos de temàtica extraterrestre i alienígena.[4]

- Joves artistes pel còmic. Exposició formada per 10 obres artístiques que interrelacionen còmic i pintura. L'exposició va néixer d'una convocatòria de Ficòmic, que va sol·licitar als alumnes de les escoles de Belles Arts la realització d'una obra que inclogués algun element relacionat amb el còmic.[10]

### Exposicions dedicades als guanyadors de l'edició precedent
Les exposicions dedicades als guanyadors de l'edició precedent tenien la peculiaritat que s'allotjaven a l'interior de vagons de tren aparcats a les vies de l'Estació de França.
- Exposició monogràfica dedicada a l'il·lustrador Kim, guanyador del Gran Premi del Saló de 1995.

- Exposició monogràfica dedicada a l'il·lustrador Fernando de Felipe, guanyador de la Millor Obra de 1994 per Museum.

- Exposició monogràfica dedicada a l'il·lustrador Sergio Aragonés, guanyador de la Millor Obra Estrangera de 1995 per The Mighty Magnor.

- Exposició monogràfica de Pep Brocal, proclamat Autor revelació a l'edició de 1995.

## Palmarès

### Gran Premi del Saló
- Josep Sanchis

### Millor obra
| Títol                | Autor                  | Editorial |
| -------------------- | ---------------------- | --------- |
| Como perros          | Max                    | La Cúpula |
| El silencio de Malka | Rubén Pellejero Zetner |           |
| Tangencias           | Miguelanxo Prado       |           |
| Marco Antonio        | Mique Beltrán          |           |

### Autor revelació
- Santiago Sequeiros

### Millor obra estrangera
| Títol              | Títol original | Autor            | Editorial | País         |
| ------------------ | -------------- | ---------------- | --------- | ------------ |
| Odio               | Hate           | Peter Bagge      | La Cúpula | Estats Units |
| La avenida Dropsie | Dropsie Avenue | Will Eisner      | Norma     | Estats Units |
| Burn again         | Skin Deep      | Charles Burns    | La Cúpula | Estats Units |
| Stray toasters     | Stray toasters | Bill Sienkiewicz | Forum     | Estats Units |

### Millor fanzine
- Annabel Lee

## Invitats
Invitats internacionals destacats : Milo Manara, Ralf König i Gilbert Shelton.

## Pressupost
El pressupost va romandre congelat respecte a l'edició anterior, de 65 milions de pessetes finançats per la Generalitat de Catalunya, l'Ajuntament de Barcelona, el Ministeri de Cultura i pels recursos propis del Saló, provinents de la contractació d'estands, patrocinadors i visitants. Aquesta quantitat representava la meitat del pressupost amb el qual comptava el Festival del Còmic d'Angulema, punt de referència per excel·lència dels festivals de còmics europeus.